# Prada
Prada — итальянская публичная компания, специализирующаяся на производстве одежды, обуви и аксессуаров, которой принадлежат одноимённые дом моды и торговая марка. Штаб-квартира расположена в Милане. Семье Прада принадлежит 80 % акций компании.

## История
Компанию основали в 1913 году Марио Прада с братом Мартино. Они открыли в Галерее Виктора Эммануила II в Милане магазин по торговле импортированными из Англии чемоданами, сумками и другими изделиями из кожи, а также товарами из серебра, хрусталя и панциря черепахи. В 1919 году Prada стала официальным поставщиком королевской семьи Италии, благодаря чему герб Савойского дома стал частью логотипа компании. В 1958 году руководство компанией взяла на себя дочь Марио Прада — Луиза.
В 1975 году внучка Марио Прада, Миучча Прада, начала сотрудничество с производителем изделий из кожи Патрицио Бертелли. Через 2 года он основал компанию IPI, получившую лицензию на производство и продажу товаров под брендом Prada. В 1978 году Миучча Прада стала главой семейной компании. В 1979 году под этим брендом началось производство женской обуви, в 1988 году — женской одежды. В 1983 году был открыт второй магазин в Милане, за ним последовали торговые точки в Мадриде, Нью-Йорке, Париже, Лондоне и Токио. С 1984 года компания начала продвигать на рынок сумки из нейлона. Позже из этого же материала появились и линии одежды.
В 1992 году был запущен бренд Miu Miu (прозвище Миуччи Прада). В 1994 году началось производство мужской одежды. В начале 1990-х компания вышла на рынки Китая и Японии. В 1996 году на Манхэттене был открыт самый крупный магазин компании. В 1997 году была создана парусная команда «The Prada Challenge», а также была запущена линия спортивной одежды Linea Rossa.
В 1999 году был куплен британский производитель обуви Church's, основанный в 1873 году. В конце 1990-х годов были куплены доли в компаниях Gucci и Fendi, но вскоре они были проданы французскому конгломерату LVMH.
В 2001 году был поглощён итальянский производитель обуви «Car Shoe», который работал с 1963 года.
В 2003 году Luxottica приобрела лицензию на выпуск очков под брендами Prada и Miu Miu.
В 2007 году Prada в партнёрстве с LG Electronics выпустила мобильный телефон LG Prada KE850. Вторая модель (KF900) была выпущена в 2008 году, третья (P940) — в 2011 году.
В 2011 году Prada провела IPO на Гонконгской фондовой бирже. В 2014 году было куплено миланское кафе «Marchesi 1824». В следующем году было открыто второе такое кафе. Также в 2015 году в партнёрстве с компанией Coty начался выпуск парфюмерии под брендом Miu Miu. В 2020 году креативным директором компании стал бельгийский дизайнер Раф Симонс. В 2021 году совместно с LVMH и Cartier был создан «Aura Blockchain Consortium», консорциум по разработке блокчейн-системы, позволяющей покупателям получить расширенную информацию о товарах. В 2023 году в партнёрстве с L’Oréal была запущена линия косметики.
В апреле 2025 года Prada достигла соглашения о покупке бренда Versace у Capri Holdings за $1,375 млрд. Сделку планируется закрыть во второй половине 2025 года.

## Собственники и руководство
Акции компании с 2011 года котируются на Гонконгской фондовой бирже. Холдинговой компании Prada Holding принадлежит 80 % акций, а она, в свою очередь, контролируется Миуччей Прада (65 %) и её мужем, Патрицио Бертелли (35 %).
- Патрицио Бертелли (Patrizio Bertelli) — председатель совета директоров с апреля 2023 года, член совета директоров с 2003 года, генеральный директор с 2003 по 2022 год[12].
- Андреа Герра (Andrea Guerra, род. 26 мая 1965 года) — генеральный директор (CEO) с января 2023 года, до этого работал в LVMH и Luxottica.
- Миучча Прада (Miuccia Prada) — креативный директор, с 2003 по 2014 год — председатель совета директоров, с 2014 по 2022 год — генеральный директор (совместно с Бертелли)[13].

## Деятельность
Выручка компании за 2023 год составила 4,73 млрд евро. Из них 89 % пришлось на розничные продажи, 9 % — на оптовые продажи, 2 % — на роялти. Распределение выручки по регионам: Азиатско-Тихоокеанский регион — 35 %, Европа — 31 %, Америка — 18 %, Япония — 12 %, Ближний Восток — 4 %. Из категорий продукции основными были изделия из кожи (46 % продаж), одежда (32 %) и обувь (19 %). Основным брендом была Prada. На него пришлось 83 % продаж, Miu Miu — 15 %, The Church — 1 %, The Car Shoe — 1 %. Кроме этого, компании принадлежит сеть кафе «Marchesi 1824» и парусная команда «Luna Rossa», участвующая в регате «Кубок Америки».
По состоянию на 2023 год розничная сеть компании насчитывала 606 магазинов. Из них 200 были в Европе, 102 — в Америке, 196 — в Азиатско-Тихоокеанском регионе, 85 — в Японии, 23 — на Ближнем Востоке. Производственные мощности состояли из 26 фабрик. Из них 23 находились в Италии, по одной в Великобритании, Франции и Румынии. Продукция изготавливается на собственных фабриках и сторонними контрактными производителями.
Также компания производит коммерциализацию духов в сотрудничестве с испанской компанией Puig.
В списке крупнейших публичных компаний мира Forbes Global 2000 за 2024 год Prada заняла 1492-е место.
В 2024 году Prada и Axiom Space представили скафандр «Extravehicular Mobility Unit» для миссии НАСА «Артемида-3».
За первые 9 месяцев 2024 года чистая прибыль компании составила 3,829 млрд евро. Из них розничные продажи — 3,425 млрд евро. Продажи бренда Miu Miu выросли на 97 %.

## Архитектура
Prada поручает архитекторным бюро, таким как Rem Koolhaas и Herzog & de Meuron, проектировать отдельные торговые центры, называемые Epicenter; таких было открыто 3 — в Нью-Йорке, Лос-Анджелесе и Токио.
В 2005 году в Западном Техасе, в городке Марфа, пара скандинавских художников, Michael Elmgreen и Ingar Dragset, открывают магазин Prada Marfa, похожий на мини-бутик Prada. Расположенное вдоль трассы U.S. Highway 90, кирпичное здание частично финансировалось Фондом Prada (Prada Foundation).

## Prada Eyewear (Очки Prada)
В 2000 году, вместе с компанией Luxottica, Prada выпустил первую коллекцию солнцезащитных очков. Внешний вид очков, как ни странно, не стал приоритетным для Prada. Большое внимание разработчики уделили технологиям оптики и материалам. Очки Prada прекрасно защищают от солнца, и несмотря на свои странные порой формы, они очень удобны в ношении. Используются такие материалы как ацетат целлюлозы, металл, пластик. Визитной карточкой оправ Prada своеобразное сочетание материалов напоминающих змеиную кожу. Особенно популярны их дымчато-кофейные линзы.

## Prada в культуре
- Prada вдохновляет поэтов. Беатриче Лао, средиземноморская поэтесса, является одной из них. Она концентрируется на «сущности Прада»:

Тёмные глаза удивлены. Тушь чернее тайны. Настроение — фарфор. Её мечты ткутся за окнами. Dreams Pradaesque
Оригинальный текст (англ.)... Dusky eyes dazed. Mascara blacker than enigma. The mood is porcelain. Her dreams are weaving behind windows.

Поклонниками Prada являются многие мировые знаменитости: Кэмерон Диаз, Ева Лонгория, Анна Винтур, Джессика Бил, Эмили Блант, Гвинет Пэлтроу, Ева Мендес, Сальма Хайек, Роберт Паттинсон, Эдриен Броуди, Руни Мара, Диана Крюгер, Скарлетт Йоханссон, Кристина Риччи, Эштон Кутчер, Мишель Уильямс, Миа Васиковска, Кейт Босуорт, Мила Йовович, Джулия Робертс и др.
В 2006 году в прокат вышел популярный фильм «Дьявол носит Prada». Американский рэпер Lil Peep в 2016 году выпустил песню Prada.

## Критика
В феврале 2020 года Prada достигла договорённости с властями Нью-Йорка о том, что её руководству (в том числе и Миучче Прада, которая является главным дизайнером Prada) и части сотрудников придётся пройти курсы толерантности. Это стало последствием скандала с появлением на витринах магазинов компании в Нью-Йорке фигурок в виде человечков или обезьян чёрного цвета с большими красными губами, которые многие посчитали оскорбительными, увидев аналогию с афроамериканцами. Комиссия Нью-Йорка по правам человека также посчитала, что фигурки оскорбляют темнокожих жителей города. Изображения убрали, а представители Prada принесли извинения, пообещав, что рекламные материалы, ориентированные на США, а также продукцию, предлагаемую в стране, теперь будет оценивать независимый специалист на предмет наличия или отсутствия расистского подтекста.